# Tallsparv
Tallsparv (Emberiza leucocephalos) är en fågel inom familjen fältsparvar som är mycket nära släkt med gulsparven (Emberiza citrinella).  Den häckar från östligaste Europa österut genom norra Asien ända till Stilla havet, främst söder om polcirkeln. Vintertid flyttar den dels till Centralasien från Kazakstan till Iran och nordvästra Indien, dels till östra Asien i Kina och Japan. Den påträffas mycket sällsynt i Europa. IUCN kategoriserar den som livskraftig.

## Utseende och läte
Tallsparven brukar beskrivas som en systerart till gulsparven där det gula pigmentet är utbytt mot vitt. Den adulta hanen är kontrastrikt färgad med rödbrun strupe och brett ögonbrynstreck. Den har ett vitt centralt hjässband omgivet av svart och en vit fläck under och bakom ögat omgiven av svart. Resten av fågel är färgad i rödbrunt och vitt. Undersidan är vit med längsstreckade ljusbruna ränder och den saknar all tillstymmelse till gult eller grönt i sin fjäderdräkt. Dess sång, lock- och varningsläten liknar gulsparvens.

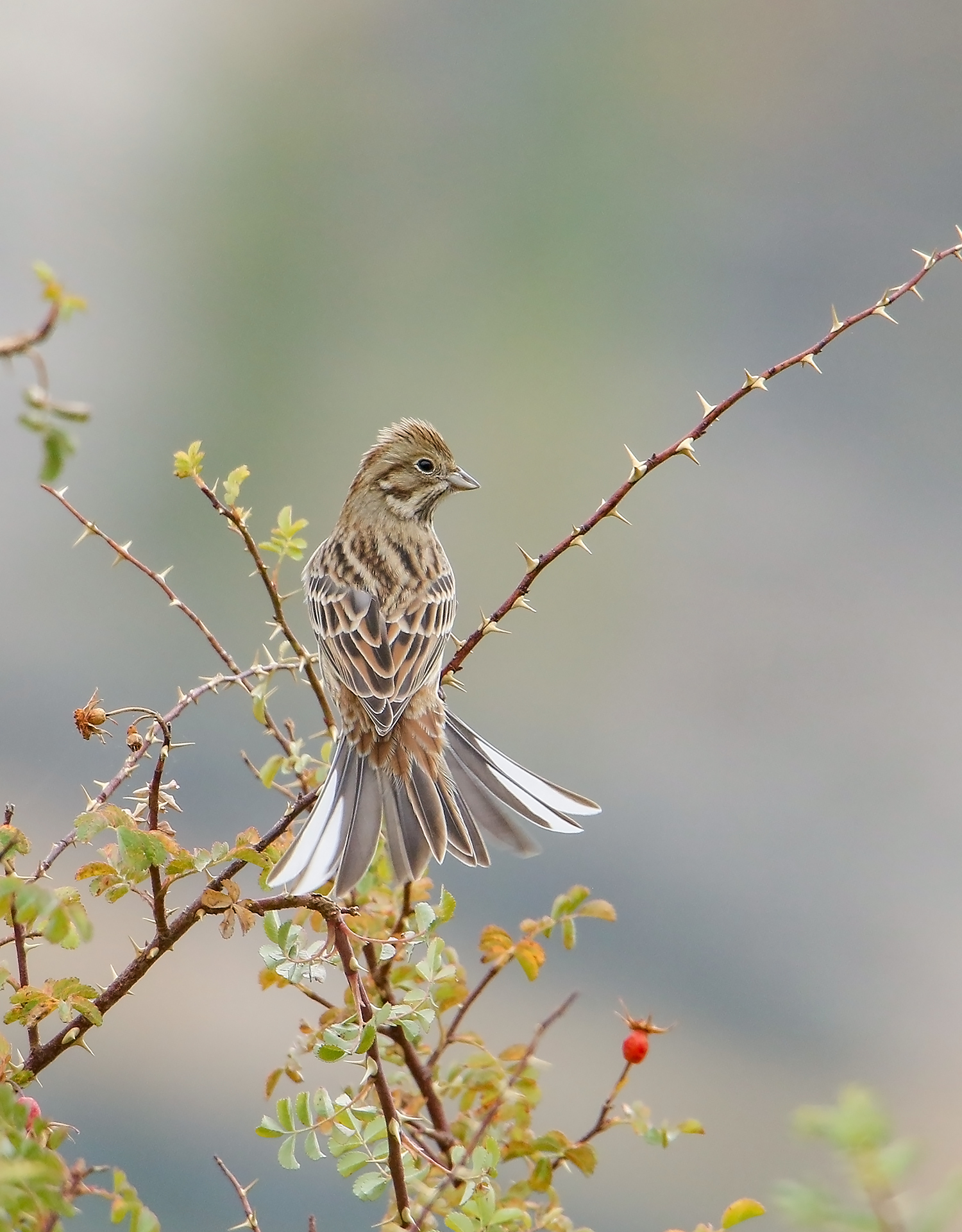
Adult hona.

## Utbredning och systematik
Tallsparven är till största delen en flyttfågel som häckar över hela sibiriska taigabältet öster om Uralbergen till Stilla havet, främst söder om polcirkeln, i Kazakstan, Kirgizistan, Mongoliet och Kina. Det västligaste utbredningsområdet ligger i Europa cirka 90 mil öster om Finland.
Vintertid flyttar merparten till två huvudsakliga övervintringsområden. Ett västligt område som sträcker sig från Iran, österut till Pakistan och nordvästra Indien, och norrut till Kazakstan. Det andra området sträcker sig från centrala delarna av Kina och österut till Nord- och Sydkorea, och Japan. Sedan mitten av 1990-talet förekommer den regelbundet under vinterhalvåret kring kusten vid Toscana i Italien och senare även i andra delar av norra Italien. Den övervintrar numera även i två olika områden i Israel, på berget Hermon i landets nordligaste del och på kullarna runt Jerusalem, och även fåtaligt och mer oregelbundet i Camargue i Frankrike.
Tallsparven lämnar sina häckningsområden från och med augusti och merparten når övervintringsområdena i november. Vårflyttningen börjar i mitten av mars, i vissa områden till och med tidigare, och merparten når häckningsområdena under första halvan av april.
Arten delas upp i två underarter:
- västlig tallsparv,[7] Emberiza leucocephalos leucocephalos – nominatformen utgör absolut merparten av den globala populationen.
- Emberiza leucocephalos fronto (Stresemann, 1930) – en liten stannfågelpopulation som häckar i nordvästra Gansu och nordöstra Qinghai i Kina.

I västra Sibirien hybridiserar den med gulsparv och därför finns det olika mellanformer mellan dessa båda arter.

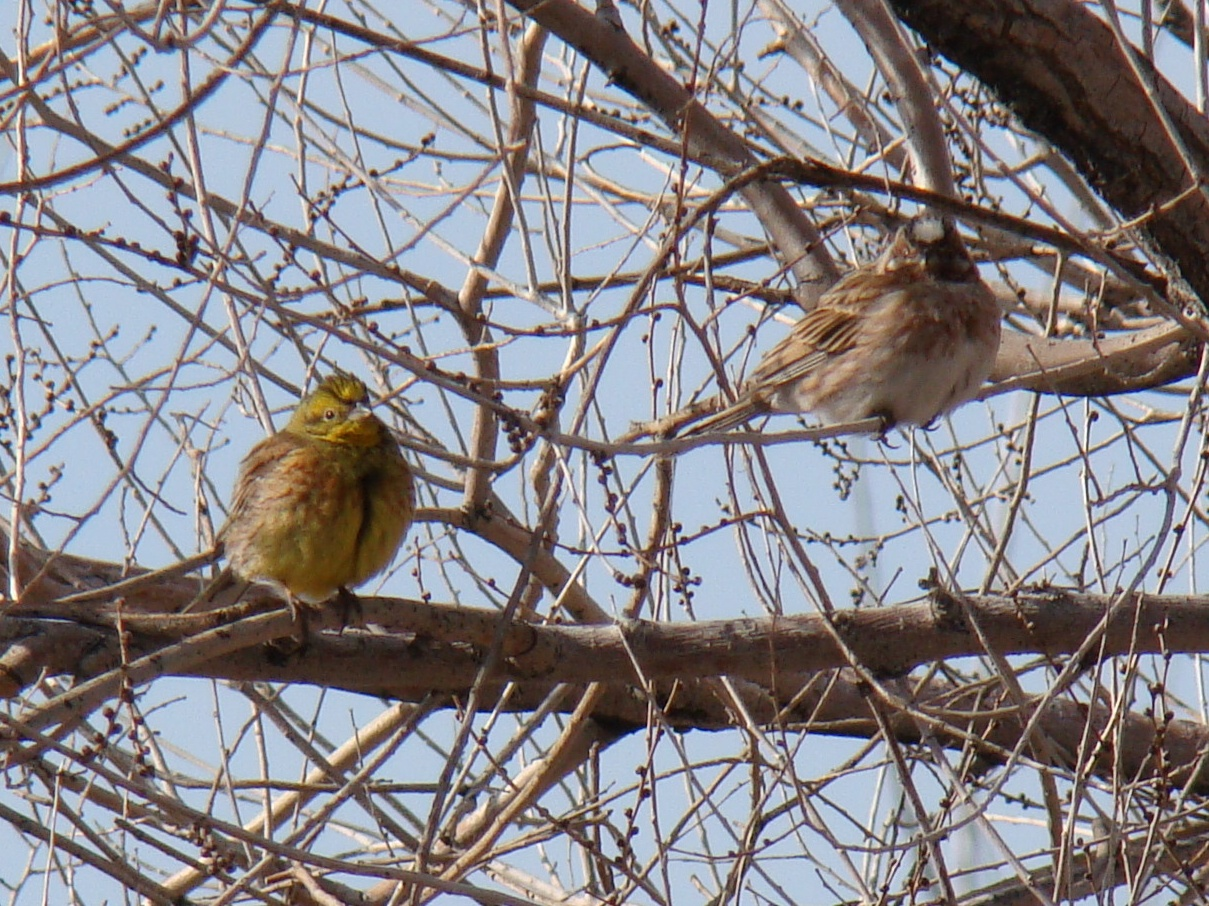
Tallsparven och gulsparven hybridiserar i ett brett bälte i centrala Sibirien där de båda arternas häckningsområden möts.

### Förekomst i Sverige
Den 18 januari 1959, i Täby i Uppland, infångar och artbestämmer Göran Thureson den första tallsparven i Skandinavien. Sedan dess har det observerats ett tjugotal tallsparvar i Sverige.

## Ekologi
Tallsparven lever främst av frön men lever även av insekter under häckningsperioden. Den lägger fyra till sex ägg per kull, som är ljusa och uppvisar de för fältsparvarna så typiska hårfina fläckarna.

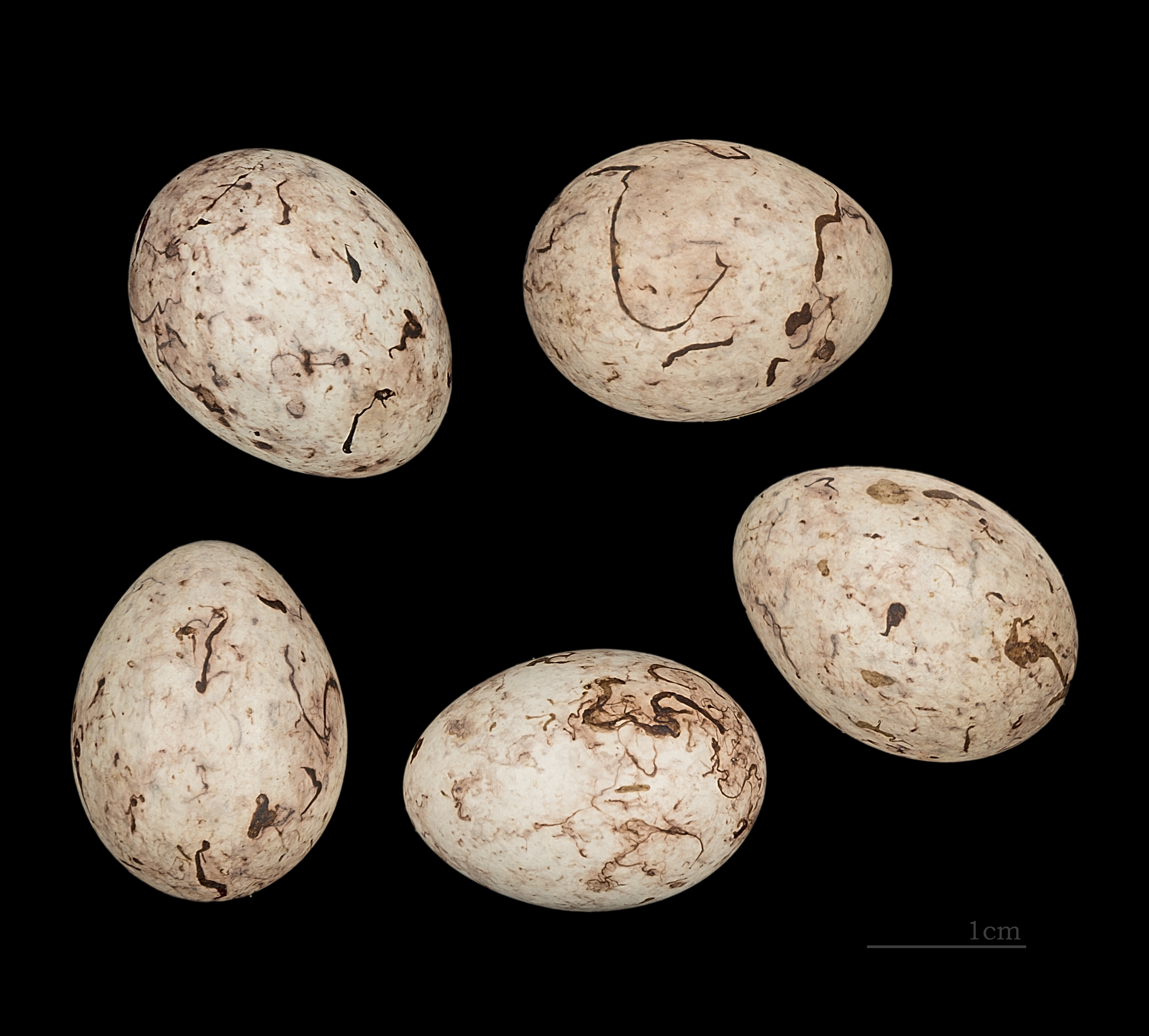
Tallsparvens ägg.

## Status och hot
Arten har ett stort utbredningsområde och en stor population med stabil utveckling och tros inte vara utsatt för något substantiellt hot. Utifrån dessa kriterier kategoriserar internationella naturvårdsunionen IUCN arten som livskraftig (LC).

## Namn
Tallsparvens vetenskapliga artnamn leucocephalos är latiniserad grekiska och betyder "vithuvad".